# Фрам (пролив)
Фрам — пролив Карского моря между полуостровом Таймыр и островом Нансена в архипелаге Норденшельда. Длина пролива около 10 километров, минимальная ширина — от мыса Етифеева на острове до мыса Поворотный на полуострове Еремеева (Таймыр) — 2,3 км. Бо́льшую часть года пролив покрыт льдом.
Название получил от Э. В. Толля, руководившего Русской полярной экспедицией, прошедшей этим проливом по направлению к Таймырскому проливу в первую навигацию (1900 год).